# ولی اکبر
ولی اکبر (به انگلیسی: Vali Akbar) (زاده: اول اردیبهشت ۱۳۴۹ هجری شمسی) همچنین مشهور به لقب «پهلوان ولی اکبر» کشتی‌گیر فرنگی کار  ایرانی و عضو تیم ملی کشتی فرنگی و ارتش‌های جهان، از مدال آوران دهه‌های ۶۰ و ۷۰ ه. ش بود.

## زندگی
ولی اکبر در سال ۱۳۴۹ ه. ش در خانواده‌ای ورزشکار و ورزش دوست به دنیا آمد. از همان سنین کودکی به خاطر علاقه‌ای که به ورزش کشتی داشت و تشویق‌های پدر بزرگوارشان در همان سنین کم (۱۰ سالگی) در باشگاه ورزشی کشتی بابک، شهر ری ثبت نام نمودند؛ و تحت نظر پیشکسوت کشتی شهر ری - استاد عبدالله زارع - تمرینات کشتی را آغاز نمودند.
به دلیل شوق و علاقه‌ای که به ورزش کشتی داشتند، همچنین استعداد و پشتوانه‌ای که از خود نشان می‌دادند، توانستند مورد توجه استاد خود واقع شود و به عنوان یکی از شاگردان شاخص و مطرح ایشان در مسابقات محلی، استانی و کشوری حضور پیدا کنند و با کسب امتیاز بر سکوی قهرمانی بایستند. پس از گذشت چند سال در باشگاه استقلال جنوب که آن روزها مرکز حضور ورزشکاران صاحب نام بود و در آنجا تمرینات ورزشی خود را تحت نظر - استاد کهندل - ادامه داد و در سال‌های بعد با عضویت در تیم ملی کشتی فرنگی ایران در مسابقات کشوری و خارجی شرکت پیدا و صاحب عناوین قهرمانی گردید.

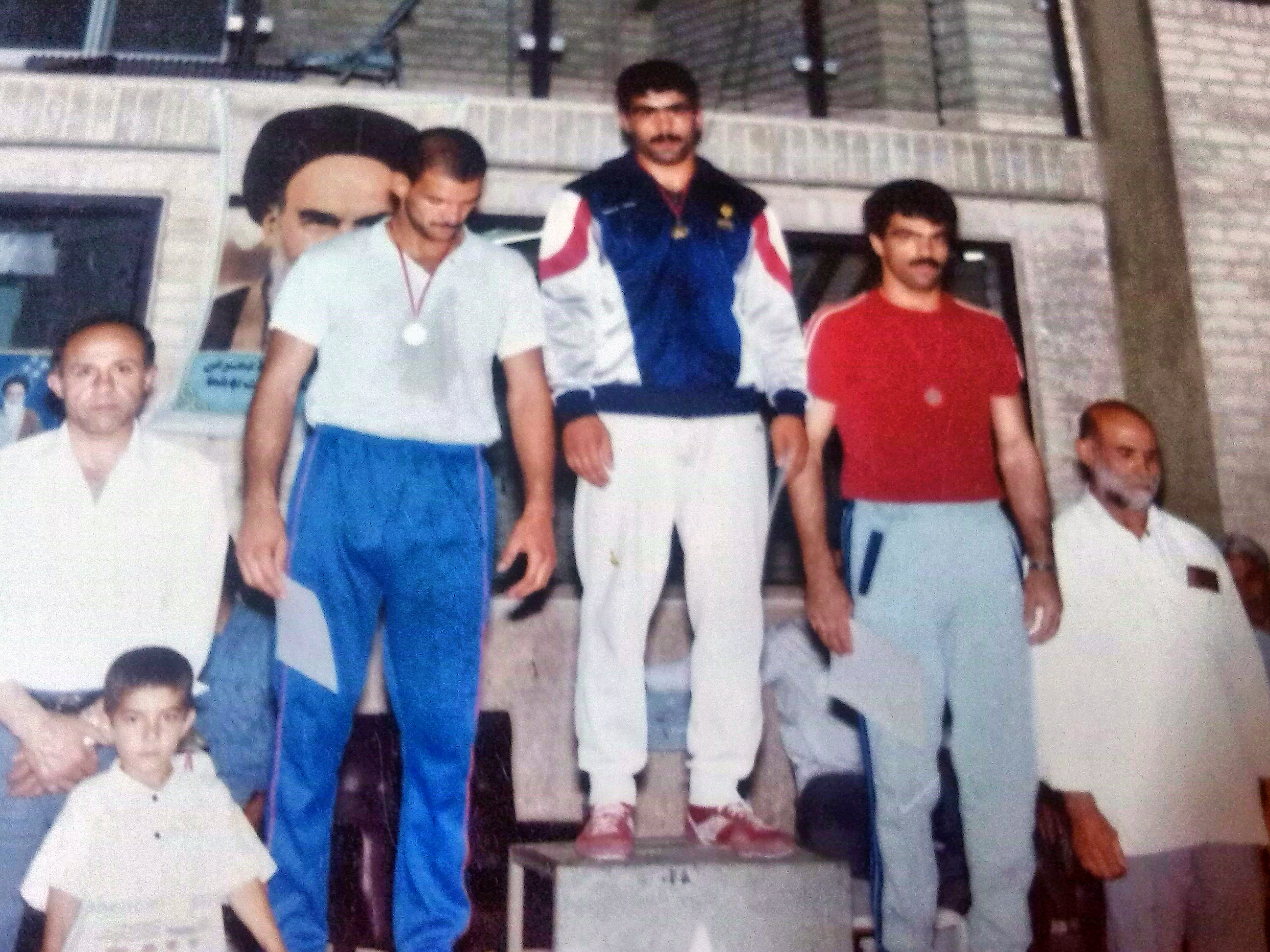
کسب مقام اول در مسابقات داخلی کشتی فرنگی توسط ولی اکبر

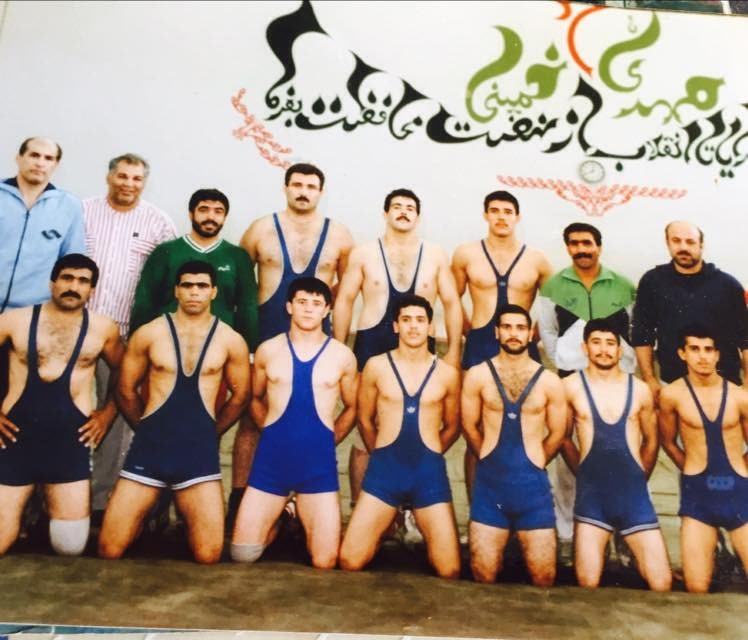
کسب مقام اول در مسابقات ۲۲ بهمن توسط ولی اکبر - دومی سمت چپ پایین

وی جهت خدمت سربازی در سازمان صنایع دفاع مشغول به خدمت گردید، که در طول مدت زمان خدمت خویش، در مسابقات ارتش‌های جهان به میزبانی ترکیه، روسیه و اتریش شرکت نموده و موفق به کسب عناوین قهرمانی شدند. پس اتمام خدمت، به دعوت، تیم ملی کشتی فرنگی حاضر و در وزن‌های مختلف در مسابقات داخلی و خارجی از جمله جام جهانی سوئد شرکت یافته و موفق به کسب مقام می‌شوند.

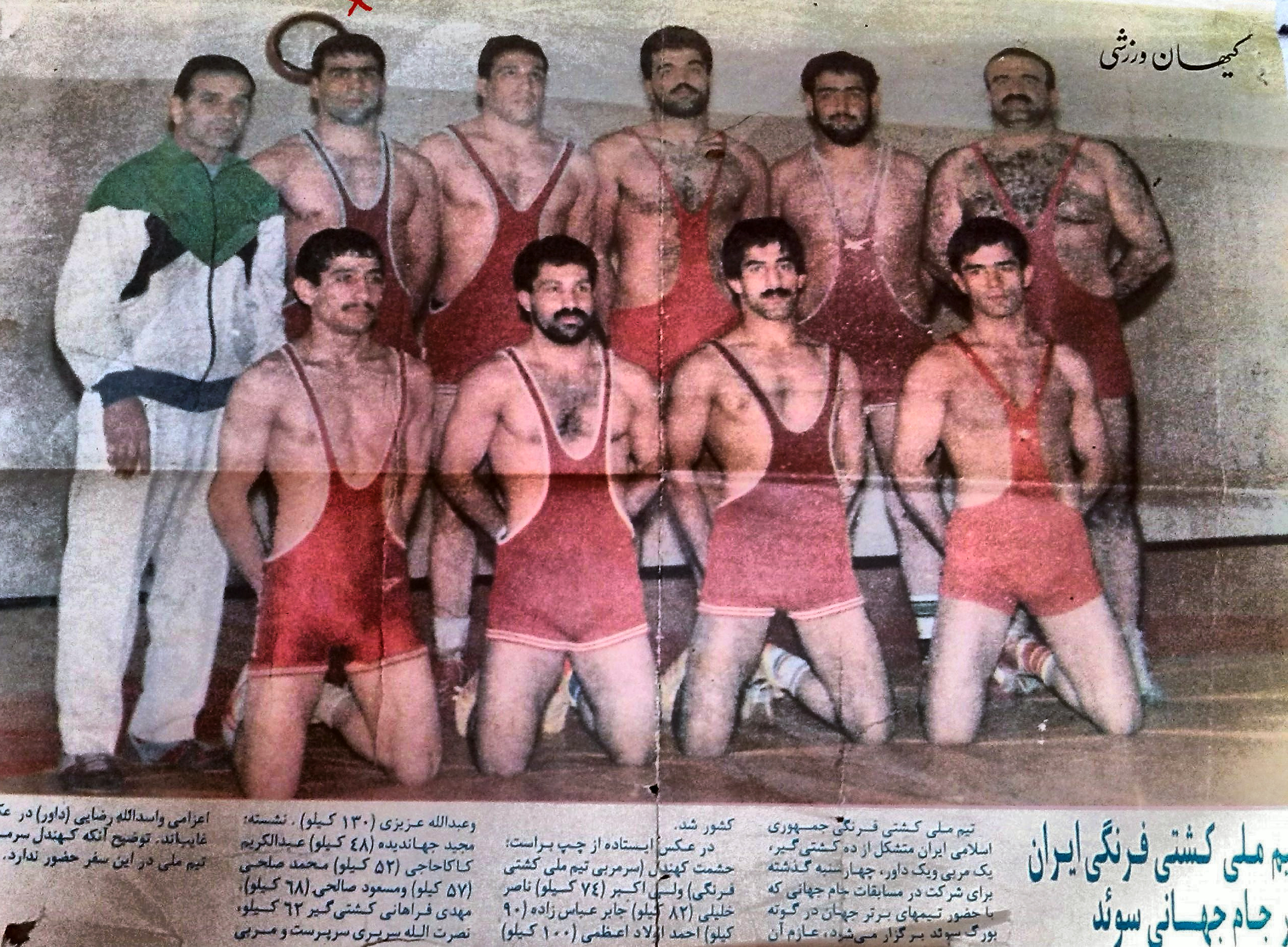
جام جهانی سوئد ایستاده از سمت چپ نفر اول ولی اکبر

## ازدواج
این کشتی‌گیر در سال ۱۳۸۴ ه. ش ازدواج موفقی نداشتند، که در سال ۱۳۹۱ ه. ش دوباره ازدواج نمودند، که رابطه آن‌ها نیز ۹ ماه بیشتر تا زمان مرگ به طول نینجامید.

## اواخر عمر
ولی اکبر اواخر دهه ۷۰ ه. ش را در خارج کشور سکونت داشتند، به واسطه علاقه‌ای که به وطن و مردم خود داشتند دوباره به کشور خود بازگشتند، اما بدیل بیماری کلیوی خود قادر به شرکت در مسابقات ورزشی همچون گذشته نبودند، که در عوض تا زمانی که در قید حیات بودند به آموزش جوانان پرداختند تا خلاء موجود را جبران کنند.

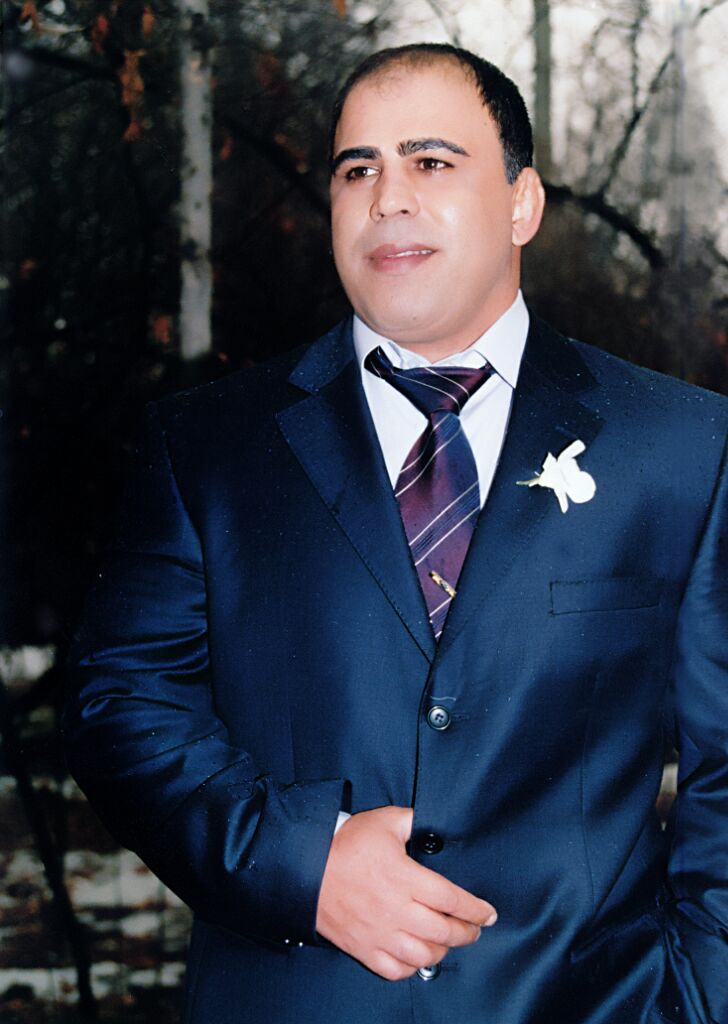
چهره کشتی‌گیر فرنگی کار ولی اکبر در اواخر عمر

## علت مرگ
در تاریخ ۲۳ آبان ماه سال ۱۳۹۲ ه. ش، ولی اکبر، به همراه همسر دوم خود برای مسافرت در ویلای حوالی نمک آبرود چالوس، سکونت یافتند؛ که به دلیل سردی هوای شب جهت گرم کردن خود و همسرش یک بخاری از نزدیکترین همسایه امانت گرفتند و همسایه با گوشزد بر این که بخاری فاقد لوله خروجی برای گاز کربن مونوکسید است، آن را به امانت و سپس روشن می‌کنند.
پس از گذشت چند روز همسایه ناراحت از این که خبری از وی نیست، با فواصل زمانی مختلف جهت جویا شدن حال وی به نزدیکی منزل او مراجعه می‌کند، اما به دلیل سر و صدای که از همسر وی می‌شنود و استدلال بر این که خانواده در سلامتی کامل به سر می‌برند، مراجعت می‌کند.
همسایه مذکور در تاریخ ۳۰ آبان ماه سال ۱۳۹۲ ه. ش، به دلیل غیبت و بوی بدی که از خانه می‌آید، با یکی از همسایگان به خانه مراجعه و درب را همسر نیمه هوشیار وی باز می‌کند و مشاهده می‌کنند که پهلوان غرق در خون در کف آشپزخانه افتاده است و خون کف آشپزخانه را گرفته است؛ که بلافاصله با مسئولان نیروی انتظامی تماس حاصل نموده و اتفاق را گزارش می‌دهند و پرونده رسیدگی به این موضوع در دادسرای شهرستان چالوس تشکیل می‌گردد. تاریخ ثبت شده مرگ وی در شناسنامه سوم آذرماه ۱۳۹۲ ه. ش است.

## جام پهلوان ولی اکبر
اولین دوره مسابقات کشتی فرنگی جام پهلوان ولی اکبر در رده سنی جوانان از تاریخ ۲۸ آذرماه ۹۳، در باشگاه مقدم سالن کوثر جنب اداره ورزش و جوانان در شهر ری و با حضور قهرمانان این رشته، از جمله ایرج خورشید فر (قهرمان کشتی فرنگی جهان)، محسن سبز علی (رئیس کانون پیشکسوتان)، اصغر بتویی (رئیس هیئت کشتی کهریزک)، ایوب اعلایی (سر مربی تیم کشتی فرنگی تهران)، ماشاءالله عرب نایب (رئیس هیئت کشتی شهر ری) مهرداد یار احمدی (نایب رئیس هیئت کشتی کهریزک)، امین فرزانه (پیشکسوت ورزش باستانی)، آقای آزاد (رئیس اداره ورزش و جوانان شهر ری)، سرهنگ ایرانشاهی (رئیس اجرائیات شهرداری منطقه ۲۰)، خانواده ولی اکبر و جمعی از ورزشکاران جوان برگزار شد و نفرات برتر این مسابقات اعلام گردید.

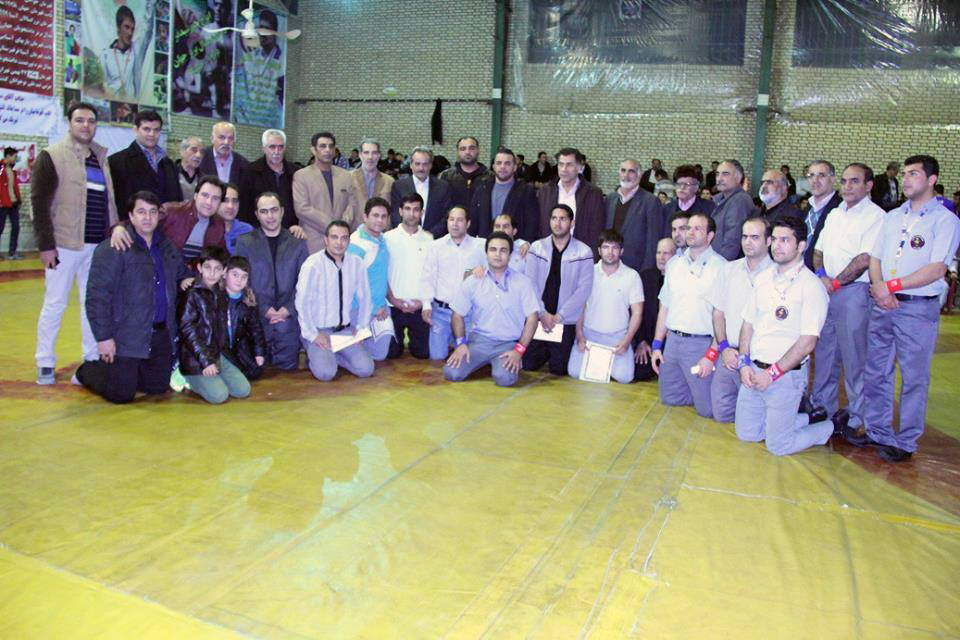
جام بزرگداشت پهلوان ولی اکبر

## آرامگاه
```
ولی اکبر نزدیک به دو دهه با به تن داشتن پیراهن تیم ملی کشتی فرنگی جمهوری اسلامی ایران باعث کسب افتخارات متعدد برای کشورش شد و مرگ ناگهانی
```

وی غمی بزرگ را بر پیکره جامعه ورزشی، دوستان و خانواده خود نهاد؛ این کشتی‌گیر در آرامگاه ابدی خود جنب مزار ستارخان در جوار آرامگاه عبدالعظیم آرام گرفت.